# Passi nel buio (film)
Passi nel buio è una commedia poliziesca statunitense del 1941 diretta da Lloyd Bacon e interpretato da Errol Flynn, Brenda Marshall e Ralph Bellamy. La pellicola si ispira ai spettacoli teatrali Footsteps in the Dark di Ladislas Fodor del 1935 Blondie White di Bernard Merivale & Jeffrey Dell1935 del 1937.

## Trama
Francis Warren ha apparentemente una vita normale, ma segretamente scrive romanzi polizieschi noir sotto lo pseudonimo di FX Pettijohn. Questa sua carriera è sconosciuta sia alla moglie Rita che a chiunque altro; ma l'ispettore Mason ironizza sui libri, insistendo sul fatto che il vero crimine è molto più difficile da risolvere. Un uomo di nome Leopold Fissue, che vuole che Francis lo aiuti a trasformare i diamanti non tagliati in contanti, viene trovato morto su uno yacht. Le ricerche conducono Francis alla danzatrice di burlesque Blondie White, che diventa la sua principale indiziata. Ma il suo dentista, il dottor Davis, le assicura un solido alibi. Rita inizia a pensare che suo marito abbia una relazione. Dopo aver chiesto a Francis di recuperare una borsa da un armadietto, Blondie viene trovata morta. Rita sospetta che Francis abbia ucciso Blondie. Con i diamanti trovati nella valigia, Francis conclude che solo un uomo potrebbe essere dietro a tutto questo - Davis, il dentista, che cerca di uccidere Francis prima che la polizia possa capire le cose.